# ماگنو آلوز
مانگو آلوز (به پرتغالی: Magno Alves de Araújo) بازیکن فوتبال در پست مهاجم اهل برزیل است که در شهر Aporá, باهیا و در تاریخ ۱۳ ژانویهٔ ۱۹۷۶ به دنیا آمده‌است.

## باشگاهی
مانگو آلوز در تیم‌های فوتبال، فلومیننزه، چونبوک هیوندای موتورز، گامبا اوساکا و باشگاه فوتبال الاتحاد عربستان سعودی، اتلتیکو مینیرو و باشگاه ورزشی ام صلال سابقهٔ حضور دارد.

## تیم ملی
این بازیکن همچنین در سال، ۲۰۰۱ برای، تیم ملی فوتبال برزیل به میدان رفته‌است